# Mark Verhaegen
Mark Verhaegen (Lier, 4 december 1954) is een voormalig Belgische politicus voor de CVP / CD&V.

## Biografie
Hij was de zoon van politicus Joris Verhaegen, die decennialang senator en burgemeester van Hulshout was. Mark Verhaegen behaalde het diploma van landbouwkundig ingenieur aan de Katholieke Universiteit Leuven. Van 1981 tot 1982 werkte hij als ingenieur bij het ministerie van Landbouw, van 1982 tot 1990 bij de Vlaamse Maatschappij voor Waterzuivering en van 1990 tot 2003 was hij landbouwkundig ingenieur bij de administratie Milieu-, Natuur-, Land- en Waterbeheer van het ministerie van de Vlaamse Gemeenschap.
Hij werd net als zijn vader politiek actief bij de CVP, later CD&V. Kort nadat zijn vader in 1981 overleed, werd hij door de CVP-fractie voorgedragen tot burgemeester buiten de raad. Hij nam ook deel aan de gemeenteraadsverkiezingen van oktober 1982. Verhaegen bleef, net als zijn vader, drie decennia burgemeester, tot aan zijn ontslag einde 2011, toen hij zijn vroegere functie bij de Vlaamse overheid opnieuw opnam.
Van 1985 tot 1987 was hij een eerste maal provincieraadslid van Antwerpen. In 1994 werd hij nogmaals provincieraadslid, tot hij in 2003 ontslag nam om lid van de Kamer van volksvertegenwoordigers te worden. Hij vervulde het mandaat van Kamerlid van mei 2003 tot juni 2010. In de bovenlokale politiek waren zijn grootste bekommernissen de achterstelling van het platteland en de ontsluiting van de Kempen, leefmilieu en de bouw van sociale woningen en werkgelegenheid in zijn streek. In de Kamer was hij van 2003 tot 2007 lid van de commissie voor Volksgezondheid, Leefmilieu en Maatschappelijke Hernieuwing, van 2003 tot 2010 lid van het adviescomité voor Wetenschappelijke en Technologische Vraagstukken en van 2007 tot 2010 lid van de commissie voor Binnenlandse Zaken, Algemene Zaken en Openbaar Ambt.
Mark Verhaegen is ridder in de Leopoldsorde. Hij is gehuwd en heeft vijf kinderen.